# Orchestrion na Veselíčku

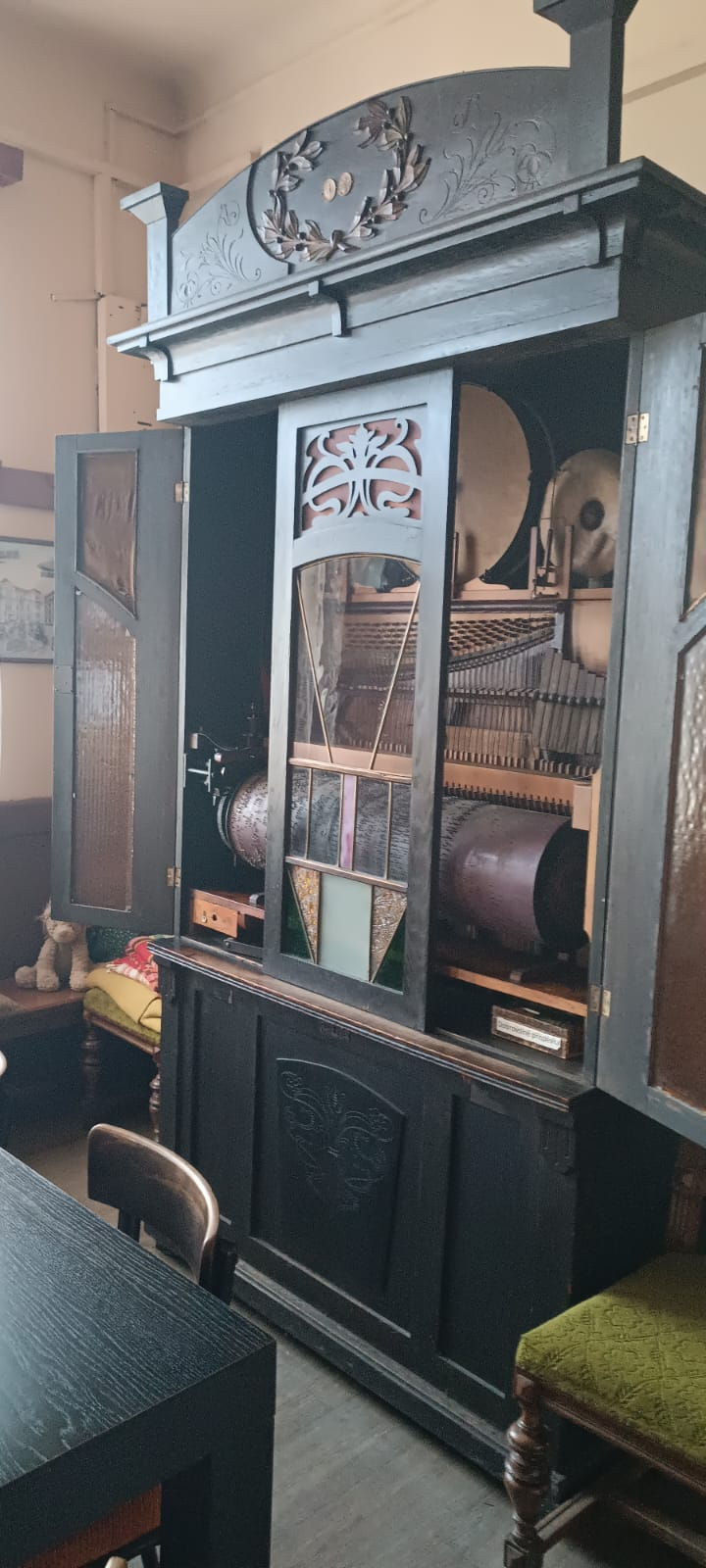

Orchestrion na Veselíčku je jedním z posledních hrajících orchestrionů v Česku. Nachází se ve Veselíčku, místní části Žďáru nad Sázavou.

## Popis
Hrací skříň stojí hned za vchodem do hostince. Orchestrion je stále plně funkční a na požádání ho zde návštěvníkům pouští. Byl vyroben před rokem 1850 ve Vídni a vyhrává staré kankány, „kmochovky“ či lidové písničky.
Veselíčský orchestrion má celkem pět výměnných hracích válců, přičemž na každém z válců je starými řemeslníky sestaveno osm melodií. Ladit ho přijíždí varhaník z Krucemburku.
Hrací skříň objevil v bazaru ve Vojnově Městci prapraděda nynějšího spolumajitele a zakoupil ho hned na začátku provozu hospody. Přestože je orchestrion zanesen do seznamu českých památek, je stále soukromým majetkem.
Orchestrion ve skutečnosti ale pochází od obchodníka a později i výrobce orchestrionů Diega Fuchse (nar. 1876) ; vyroben byl po roce 1902, nikoli v období 1850.